# I Don't Know How She Does It
I Don't Know How She Does It - titulada en castellano como ¿Cómo lo hace? en Argentina, No sé cómo ella lo hace en Chile, Tentación en Manhattan en España y ¿Cómo diablos le hace? en México- es una película estadounidense de comedia romántica estrenada el 16 de septiembre de 2011 en Estados Unidos, el 7 de octubre en México, el 21 de octubre en España y el 24 de noviembre en Argentina.  Protagonizada por Sarah Jessica Parker, Pierce Brosnan y Greg Kinnear. Dirigida por Douglas McGrath. Basada en la novela homónima de Allison Pearson.

## Argumento
Kate Reddy (Sarah Jessica Parker) es una mujer que durante el día trabaja en una importante compañía financiera en Boston y que al caer la noche regresa a su hogar con su marido Richard (Greg Kinnear), un arquitecto que acaba de perder su empleo, y sus dos hijos pequeños. La mejor amiga y compañera de trabajo de Kate, Allison Henderson (Christina Hendricks), vive exactamente la misma complicada situación de tratar de conciliar la vida laboral y familiar.
El problema surge cuando Kate recibe un encargo en el trabajo que conllevará realizar numerosos viajes a la ciudad de Nueva York y su marido Richard consigue el empleo que siempre ha deseado, la situación laboral de ambos hará que el matrimonio se distancie. Todo ello se verá agravado cuando el nuevo compañero de Kate, el atractivo Jack Abelhammer (Pierce Brosnan), se convierta en una inesperada tentación que hará tambalear su vida conyugal.

## Reparto

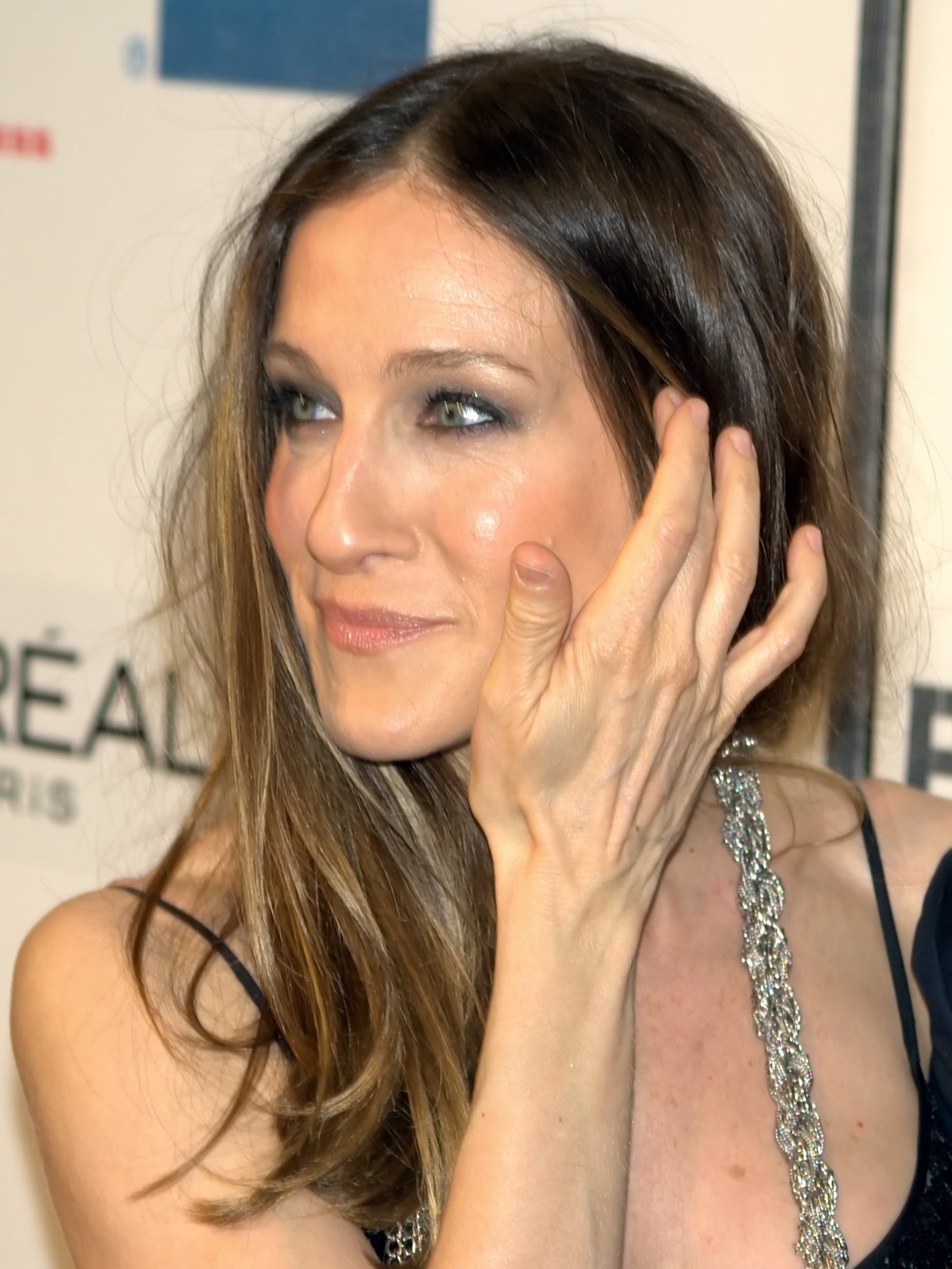
Sarah Jessica Parker como Kate Reddy.

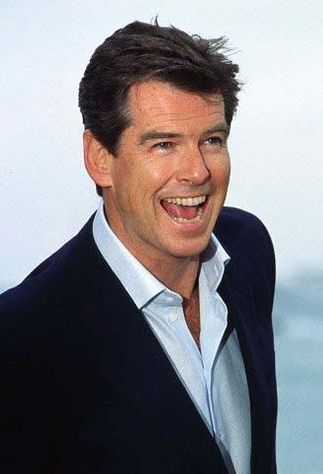
Pierce Brosnan como Jack Abelhammer.

- Sarah Jessica Parker como Kate Reddy.
- Pierce Brosnan como Jack Abelhammer.
- Greg Kinnear como Richard Reddy.
- Christina Hendricks como Allison Henderson.
- Seth Meyers como Chris Bunce.
- Jane Curtin como Marla Reddy.
- Kelsey Grammer como Clark Cooper.

## Producción
Se rodó entre el 11 de enero y el 31 de marzo de 2011. Se filmó íntegramente en la ciudad de Nueva York, Estados Unidos.

## Recepción

### Respuesta crítica
Según la página de Internet Rotten Tomatoes obtuvo un 17% de comentarios positivos, llegando a la siguiente conclusión: "una floja comedia con un punto de vista realmente obsoleto sobre la igualdad de géneros, con Sarah Jessica Parker interpretando con el modo Carrie Bradshaw encendido". Claudia Puig señaló que la película "no tiene nada ni remotamente cómico o nuevo en su arsenal. En realidad, esta farsa vacía no tiene nada original que decir sobre el matrimonio, los padres trabajadores, la crianza de los hijos o la América corporativa". Michael O'Sullivan describió la cinta como "sosa, sin gracia y llena de clichés". Según la página de Internet Metacritic obtuvo críticas negativas, con un 38%, basado en 31 comentarios de los cuales 3 son positivos.

### Premios
Premios Razzie
| Año  | Categoría   | Persona              | Resultado |
| ---- | ----------- | -------------------- | --------- |
| 2011 | Peor actriz | Sarah Jessica Parker | Candidata |

### Taquilla
Estrenada en 2.476 cines estadounidenses debutó en sexta posición con 4 millones de dólares, con una media por sala de 1.778 dólares, por delante de The Debt y por detrás de Straw Dogs. Recaudó en Estados Unidos $9 millones. Sumando las recaudaciones internacionales la cifra asciende a $30 millones. El presupuesto estimado invertido en la producción fue de 24 millones. En la siguiente tabla se muestran los diez primeros países donde mayores cifras obtuvo:
| País           | Recaudación (en USD) |
| -------------- | -------------------- |
| Estados Unidos | 9.662.284            |
| Rusia          | 4.538.559            |
| Australia      | 2.820.112            |
| Reino Unido    | 2.196.230            |
| Francia        | 1.885.418            |
| Italia         | 1.754.897            |
| Alemania       | 1.190.589            |
| España         | 1.000.625            |
| Brasil         | 987.565              |
| México         | 876.261              |